# 撒者邑乡
撒者邑乡，是中华人民共和国四川省凉山彝族自治州会东县曾经下辖的一个乡。

## 行政区划
撒者邑乡撤销前下辖以下地区：
南山村、撒者邑村、白拉度村和王家坟村。